# Nguyễn Đình Khẩn
Nguyễn Đình Khẩn là một sĩ quan cấp cao trong Quân đội nhân dân Việt Nam, hàm Thiếu tướng, nguyên Phó Cục trưởng Cục Tác chiến, Bộ Tổng Tham mưu.

## Tiểu sử binh nghiệp
Năm 2009, ông được bổ nhiệm giữ chức Phó Tham mưu trưởng Bộ đội Biên phòng.
Năm 2014, ông được bổ nhiệm giữ chức Phó Cục trưởng Cục Tác chiến, Bộ Tổng Tham mưu.
Năm 2017, ông nghỉ chờ hưu.
Thiếu tướng (2012)